# 約瑟夫·拉茲
約瑟夫·拉茲（希伯來語：‎，羅馬化：Joseph Raz，1939年3月21日—2022年5月2日）是一名以色列法學家、道德學家和政治哲學家，是法律實證主義的其中最重要一名提倡者，也以至善論自由主義而聞名。曾擔任耶路撒冷希伯來大學、哥倫比亞法學院和倫敦國王學院的教授。
拉茲出生於巴勒斯坦託管地，1963年畢業於耶路撒冷希伯來大學、取得法學碩士，其後取得學校的資金於牛津大學貝利奧爾學院深造，師從H·L·A·哈特並且於1967年取得哲學博士學位。他於2018年榮獲國際著名之唐獎法治奬。
2022年5月2日，拉茲於英國倫敦逝世，享年83歲。

## 出版物
- The Concept of a Legal System (1970; 2nd ed., 1980)
- Practical Reason and Norms (1975; 2nd ed., 1990)
- The Authority of Law (1979; 2nd ed., 2009)
- The Morality of Freedom (1986)
- Ethics in the Public Domain (1994; rev. pbk. ed., 1995)
- Engaging Reason (1999)
- Value, Respect and Attachment (2001)
- The Practice of Value (2003)
- Between Authority and Interpretation (2009)
- From Normativity to Responsibility (2011)